# Вайсбах (Тюрингія)
Вайсбах (нім. Weißbach) — громада в Німеччині, розташована в землі Тюрингія. Входить до складу району Заале-Гольцланд. Складова частина об'єднання громад Гюгелланд-Телер.
Площа — 5,31 км2. Населення становить 127 ос. (станом на 31 грудня 2021).

## Галерея

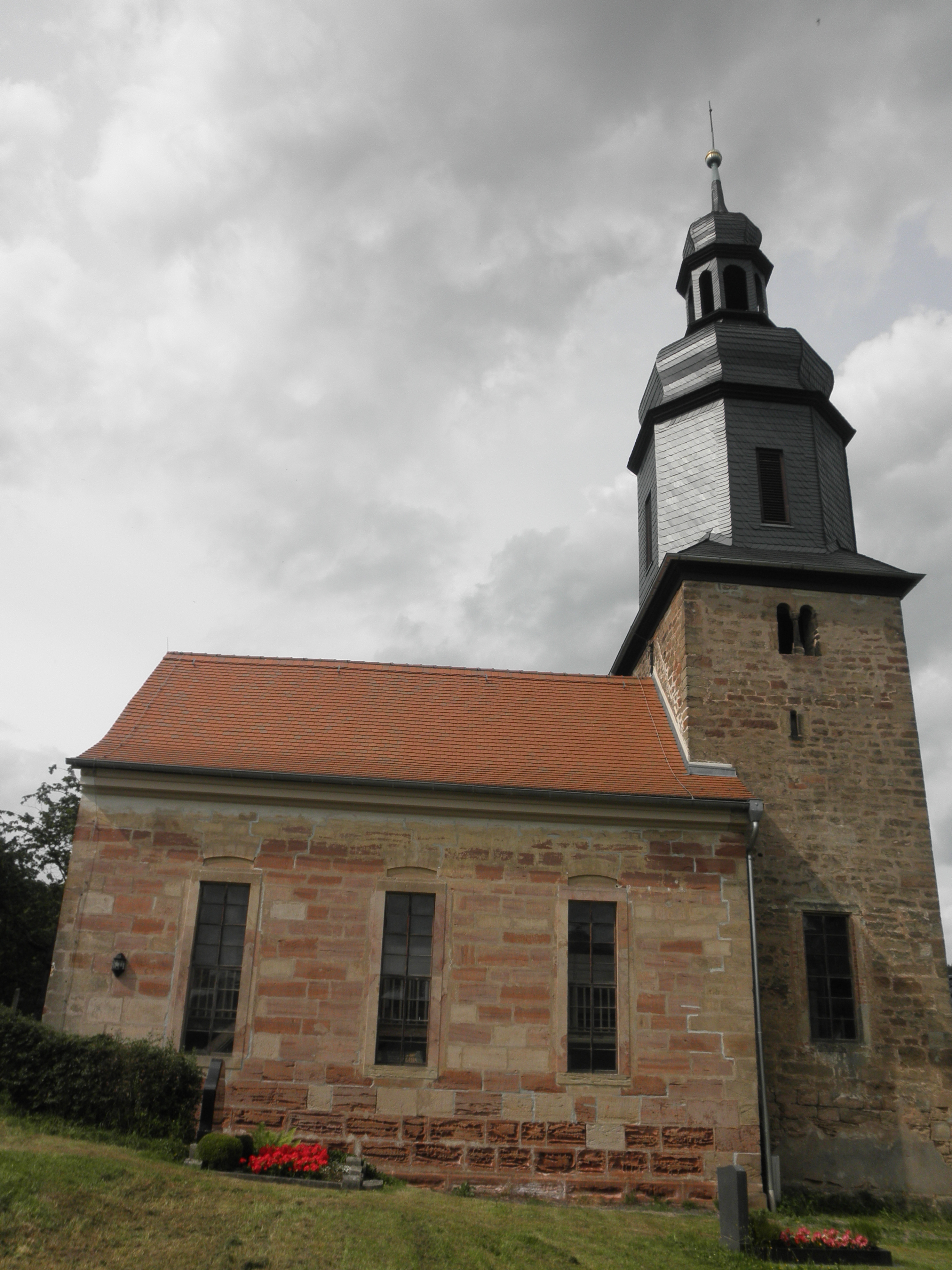